# Butis butis
Butis butis är en fiskart som först beskrevs av Hamilton 1822.  Butis butis ingår i släktet Butis och familjen Eleotridae. IUCN kategoriserar arten globalt som livskraftig. Inga underarter finns listade.